# Acer rubrum
Acer rubrum, el arce rojo americano, arce de Virginia, arce rojo o arce de Canadá es uno de los árboles caducos más comunes y extendidos del este de Norteamérica. Su distribución va desde el lago de los Bosques en la frontera entre Ontario y Minnesota, al este hasta Terranova, al sur hasta cerca de Miami (Florida), y al sudoeste hasta el este de Texas, hasta el centro y sur del oeste de México mayormente en el estado de Tamaulipas. Es ampliamente cultivado en parques y jardines, en donde existe una gran variedad de cultivares. Su savia también se utiliza para producir jarabe de arce.

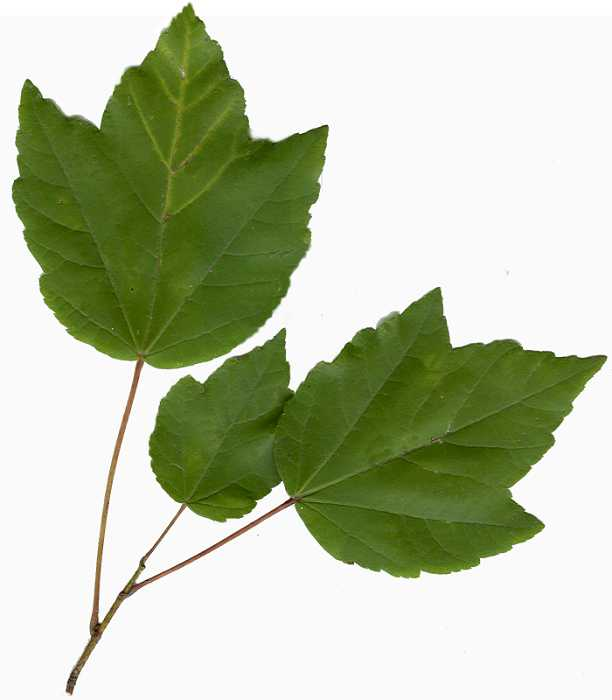
Hoja de arce rojo de un ejemplar del norte de Florida.

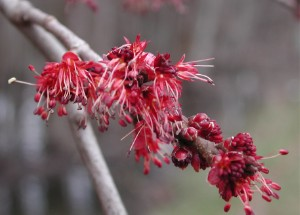
Flores.

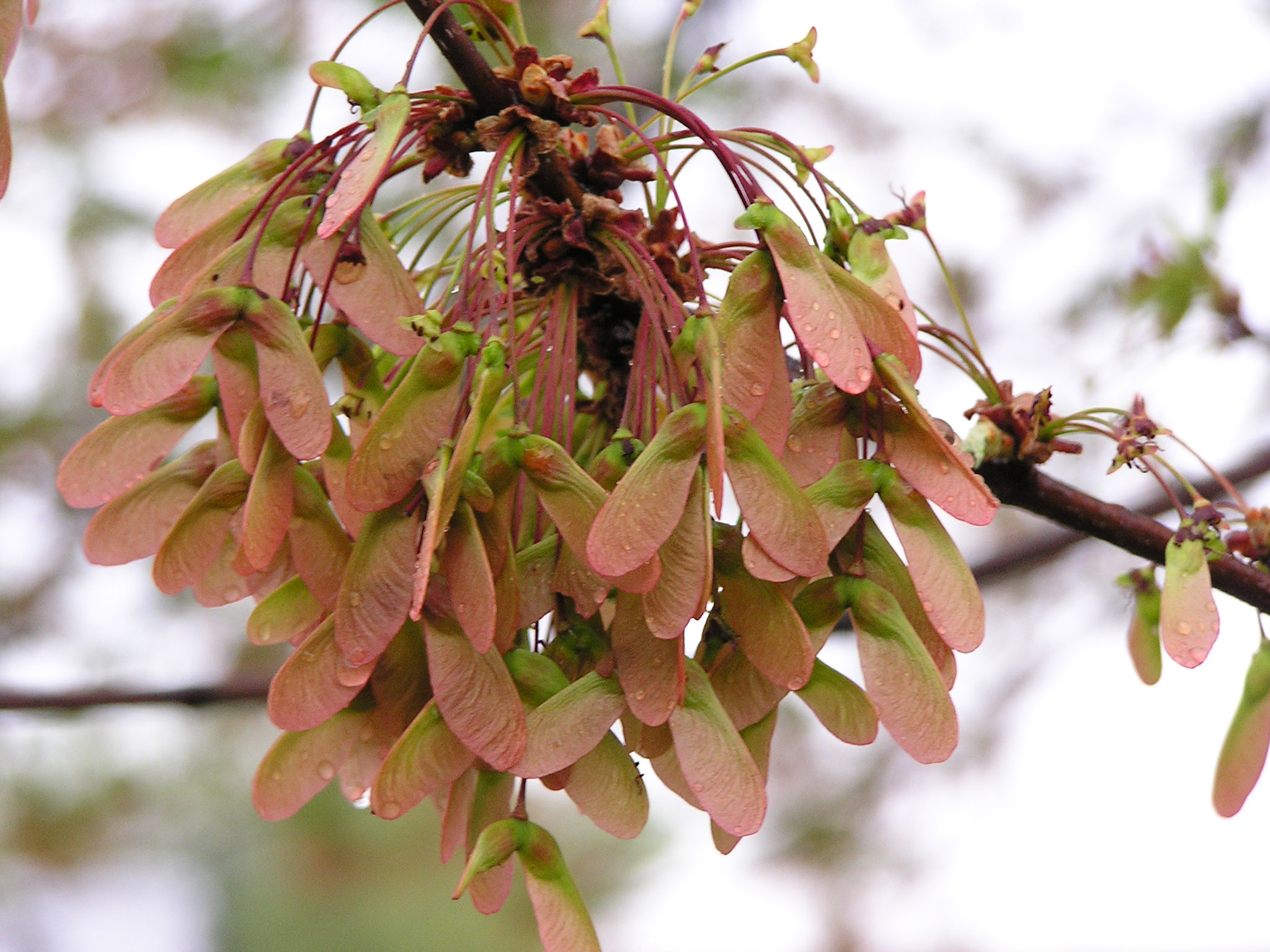
Sámaras en Milford (Nuevo Hampshire). El fruto del arce rojo madura y cae en primavera.

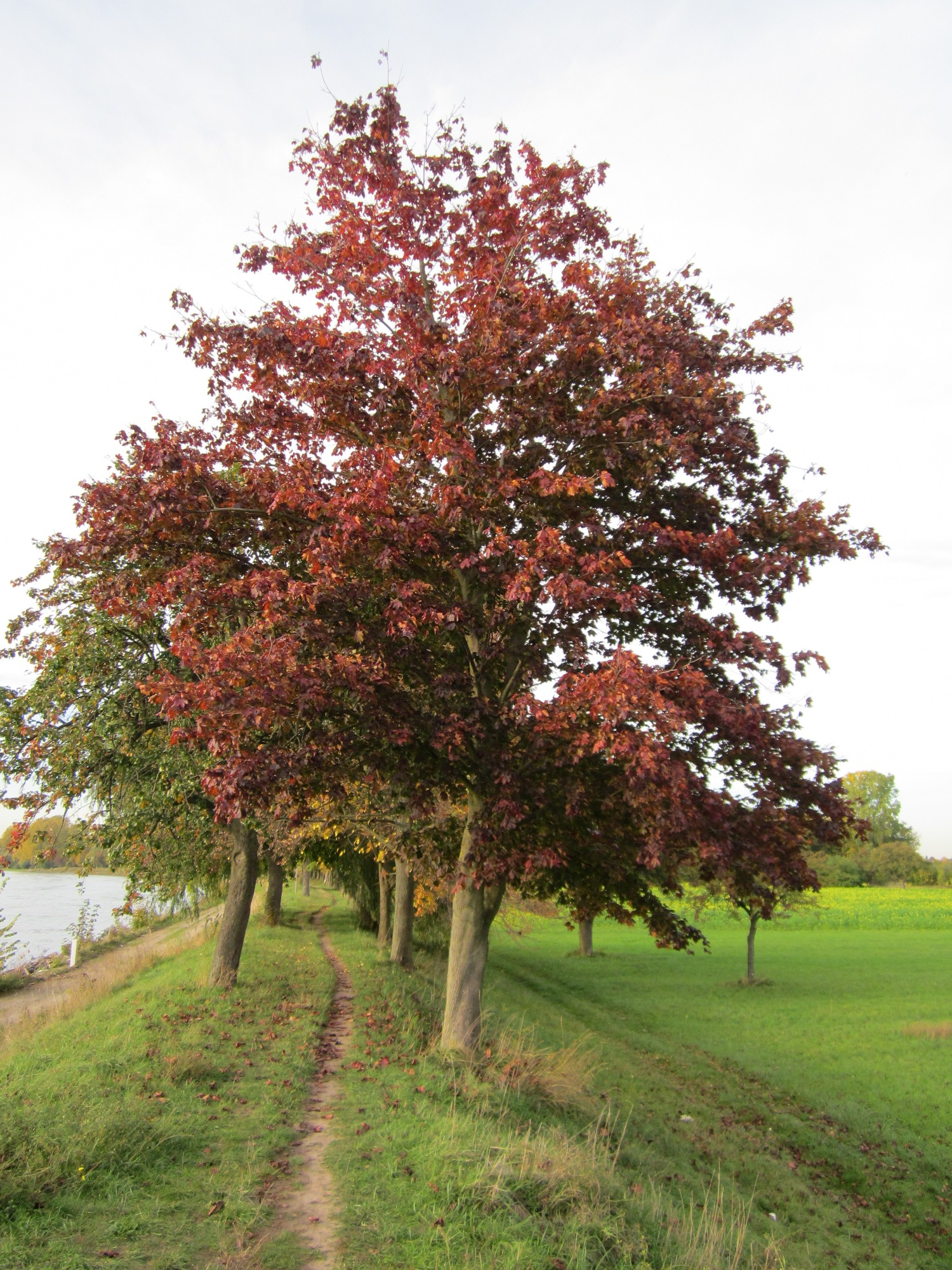
Vista del árbol.

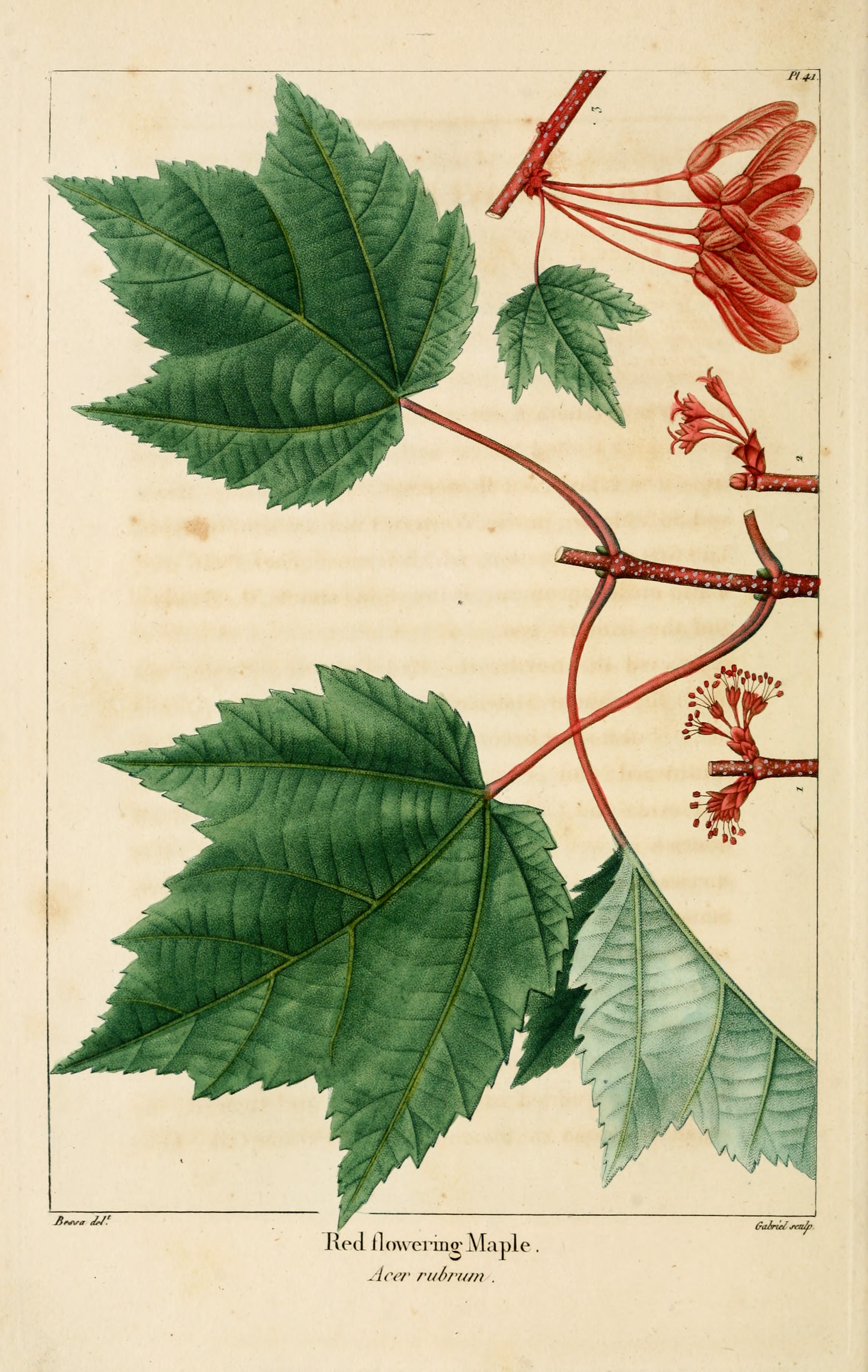
Ilustración.

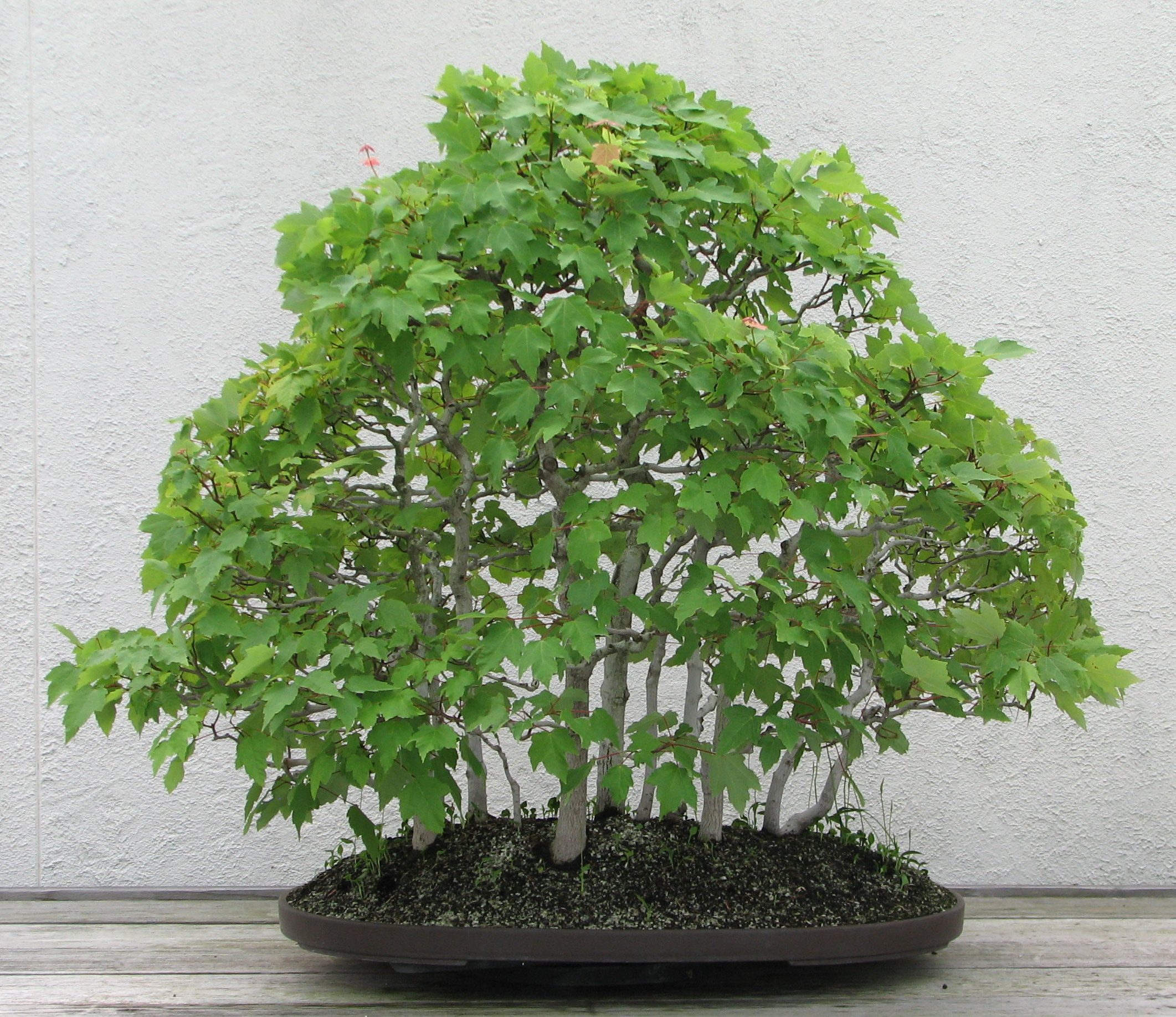
Como bonsái.

## Distribución y hábitat
En la mayoría de su extensión, el arce rojo se adapta a un amplio rango de condiciones en su emplazamiento. Se puede encontrar creciendo en ciénagas, en tierras áridas, y en cualquier caso entre medio. También tolera un amplio rango de pH, aunque la clorosis puede ocurrir en tierras más alcalinas.

## Descripción
Es un árbol de tamaño medio-grande que alcanza alturas de 20-30 m (raramente más de 40 m), un diámetro de 0,5 a cerca de 2 m, y puede vivir durante 100-200 años, ocasionalmente más tiempo.
Aunque es generalmente bastante fácil de identificar, el arce rojo es probablemente el arce más altamente variable en sus características morfológicas de todos los de Norteamérica. Las hojas son la mejor manera de distinguirlo de otros arces. Como otros arces americanos, son caducifolios y ordenados en dirección contraria a la rama. Las hojas de los arce rojo tienen típicamente una longitud de 5-10 cm y la misma amplitud con 3-5 lóbulos dentados irregulares (en cambio, las hojas del cercanamente relacionado arce plateado (Acer saccharinum) tienen muescas mucho más profundas y característicamente tiene 5 lóbulos). La parte superior de la hoja es verde claro y la parte inferior es blanquecina. Los tallos de las hojas son normalmente rojos, como lo son las ramas. Las hojas cambian a un rojo brillante en otoño.
Las ramas del arce rojo van de rojo a grisáceo-marrón y son lampiñas. Los brotes enanos están presentes en muchas ramas. En invierno, las ramas llevan grupos de capullos de flores, fácilmente vistos a distancia. Las ramas del arce rojo son casi imposible de distinguir de esas del arce plateado, excepto que el último tienen un desagradable olor cuando se estropean.
Las flores son de un único sexo, con flores masculinas y femeninas en grupos separados, aunque normalmente en el mismo árbol. En la femenina (semilla), las flores son rojas con 5 pétalos muy pequeños y sépalos terminales en grupos, normalmente en la punta de las ramas. Las flores masculinas (polen) no son más que estambres amarillos salientes de brotes enanos en las ramas. Ambos tipos de flores se encuentran en el mismo árbol, pero los árboles jóvenes pueden producir solo un tipo. La floración comienza a principios de año después de 1-30 sumas térmicas.
El fruto es una sámara, variable en color desde rojo a marrón hasta amarillo. Las sámaras tienen una longitud de 15-25 mm y terminan en parejas en un ángulo de 50-60 grados. Maduran a finales de mayo o principios de junio.
El arce rojo frecuentemente híbrida con el arce plateado; el híbrido, conocido como Acer x freemanii, es el intermedio entre los padres.

## Cultivo y usos
Crece ampliamente como un árbol ornamental en parques y grandes jardines donde las tierras son alcalinas o saladas. En partes del noroeste del Pacífico, es uno de los árboles más comúnmente introducidos. Numerosos cultivares han sido seleccionados, a menudo por su intensidad de color de caída, estando 'October Glory' y 'Red Sunset' entre los más populares. Hacia su límite del sur, 'Fireburst', 'Florida Flame', y 'Gulf Ember' son los preferidos. Muchos cultivares del Acer x freemanii también crecen ampliamente.
Es una buena opción de árbol para las áreas urbanas cuando hay un amplio espacio para sus raíces. Es excelente resistiendo duras condiciones urbanas, incluyendo la tolerancia tanto de tierras secas como húmedas, y una mayor tolerancia a la contaminación que el arce azucarero. Como otros arces, su raíces pueden ser invasivas, lo que lo convierte en una mala elección para plantaciones en estrechas franjas entre la acera y la calle, aunque es probablemente una mejor opción que los arces plateados o azucareros. Como el Arce plateado, atrae ardillas, que comen sus brotes a principios de primavera, aunque las ardillas prefieren los más grandes brotes del arce plateado.

## Usos
Su savia puede usarse para producir jarabe de arce o azúcar, pero es menos dulce que la del arce azucarero. Sin embargo, produce generalmente jarabe de arce de sabor más fuerte.

## Taxonomía
Acer rubrum fue descrita por Carlos Linneo y publicado en Species Plantarum 2: 1055. 1753.
Etimología
Acer: nombre genérico que procede del latín ǎcěr, -ĕris = (afilado), referido a las puntas características de las hojas o a la dureza de la madera que, supuestamente, se utilizaría para fabricar lanzas. Ya citado en, entre otros, Plinio el Viejo, 16, XXVI/XXVII, refiriéndose a unas cuantas especies de Arce.
rubrum: epíteto latíno que significa "de color rojo".
Sinonimia
- Acer palmifolium Borkh. [1795]
- Acer palliderubrum Weston [1775]
- Acer glaucum Marshall [1785]
- Acer eriocarpum Michx. [1803]
- Acer dasycarpum Ehrh. [1789]
- Acer collinsonia Thunb. [1793]
- Sacchrosphendamnus saccharina (L.) Nieuwl. [1914]
- Argentacer saccharinum (L.) Small[6]
- Acer carolinianum Walter
- Acer coccineum F.Michx.
- Acer drummondii Hook. & Arn. ex Nutt.
- Acer fulgens Dippel
- Acer hypoleucum K.Koch
- Acer microphyllum Pax
- Acer sanguineum Spach
- Acer semiorbiculatum Pax
- Acer splendens Dippel
- Acer wagneri Wesm.
- Rufacer carolinianum (Walter) Small
- Rufacer drummondii (Hook. & Arn. ex Nutt.) Small
- Rufacer rubrum (L.) Small[7]